# Gemeneo Joramm
Gemeneo Joramm – nauruański lekkoatleta specjalizujący się w biegu na 1500 metrów.
Uczestniczył w Igrzyskach Południowego Pacyfiku 1963. Był jednym z trzech reprezentantów Nauru w lekkoatletyce (obok P. Ribauwa i H. Akeiyamwana). W Suwie osiągnął wynik 4:29,8, który nie dał mu medalu. Zwycięzca zawodów (Samu Tuifangaloka z Tonga), osiągnął czas 4:23,4. Joramm nigdy więcej nie wziął udziału w Igrzyskach Południowego Pacyfiku.
Jego wynik z Suwy nadal jest aktualnym rekordem kraju, choć jeden z reprezentantów Nauru (którym był Tony Bowditch), uzyskiwał lepsze rezultaty o ponad 20 sekund. Bowditch nie był jednak z pochodzenia Nauruańczykiem i w oficjalnych protokołach jest on często pomijany.

## Rekord życiowy
- Bieg na 1500 metrów – 4:29,8 (2 września 1963), rekord Nauru[4][5].